# Domenico Pinelli
Domenico Pinelli (ur. 21 października 1541 w Genui – zm. 9 sierpnia 1611 Rzymie) – włoski kardynał.

## Życiorys
Pochodził z Genui z rodziny senatorskiej. Ukończył prawo na Uniwersytecie w Padwie w 1562. Od 1563 pracował w kurii papieskiej. Biskup Fermo 1577–85. W 1585 został mianowany kardynałem prezbiterem. Legat w Romanii (1586-87) oraz w Umbrii i Perugii (1591-97). Uczestniczył w pracach wielu kurialnych dykasterii. Jako archiprezbiter bazyliki liberiańskiej (od 1587) uczestniczył w obchodach roku jubileuszowego 1600. Kardynał biskup Albano (1603), Frascati (1603-05), Porto e Santa Rufina (1605-07) i Ostia e Velletri (1607-11). Pod nieobecność kardynała Pietro Aldobrandini kierował pracami Trybunału Sygnatury Apostolskiej oraz Penitencjarii Apostolskiej. Dziekan kolegium kardynalskiego 1607-11.